# Congos (escola de samba)
Grêmio Recreativo Escola de Samba Congos (ou simplesmente Congos) é uma escola de samba brasileira da cidade de São João da Barra. Fundada na década de 30, mais precisamente em 20 de abril de 1932. Foi tombada como Patrimônio Histórico e Cultural do Estado do Rio de Janeiro em 29 de março de 2019.